# Dolomiti Carniche
Con il termine Dolomiti Carniche si intendono l'insieme dei gruppi montuosi compresi tra le Dolomiti Friulane a sud e il confine tra l'Austria e l'Italia a nord, posti lungo il confine tra Veneto (Oltrepiave) e Friuli-Venezia Giulia (Carnia). 
Comprendono dunque il gruppo dei Brentoni, i monti di Sauris, le Dolomiti Pesarine, il gruppo Peralba-Avanza-Volaia, abbracciando in senso più esteso anche le Dolomiti di Comelico, poste a ovest in Veneto lungo il confine tra l'Austria e l'Italia, il massiccio del Coglians-Mooskofel-Creta delle Chianevate (Catena Carnica Occidentale), il gruppo montuoso del Monte Arvenis-Tamai a est e le Dolomiti di Lienz, in Austria. 
I limiti settentrionali sono rappresentati dal Passo dell'Oregone, quelli meridionali dal Passo della Mauria, in senso più esteso a ovest dal Passo di Monte Croce di Comelico e est dalla Forcella Moraret. A nord confinano con il Tirolo Austriaco e la Carinzia.

## Galleria immagini

Dolomiti Pesarine
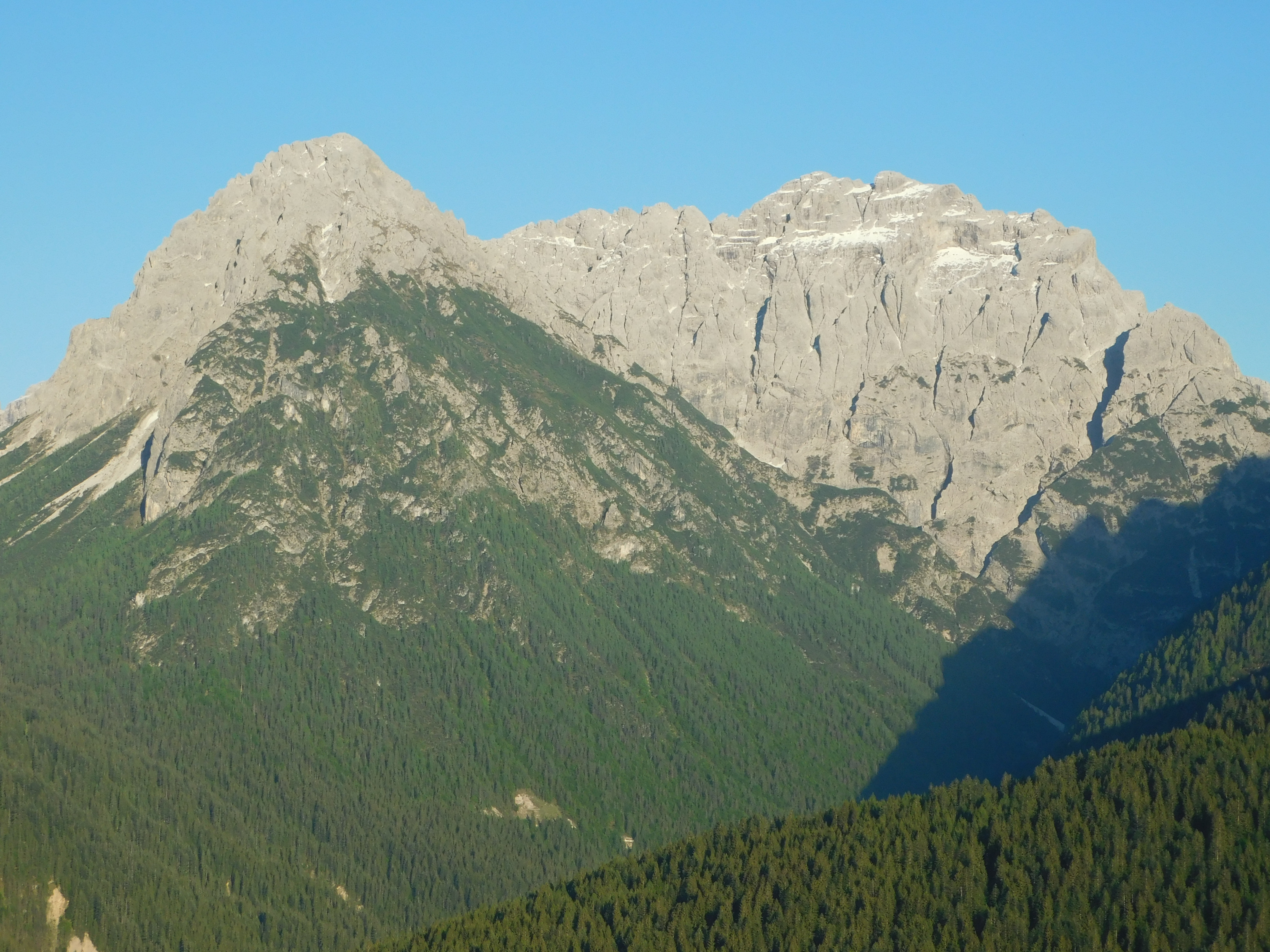
Monte Terza Grande
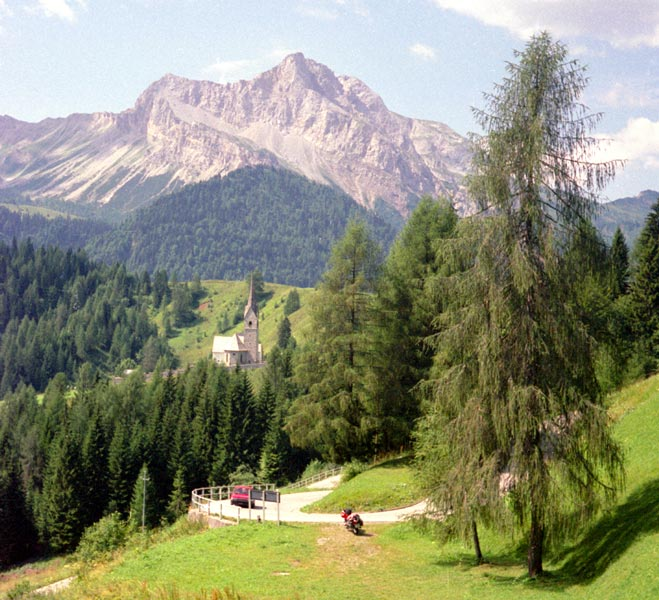
Monte Bìvera
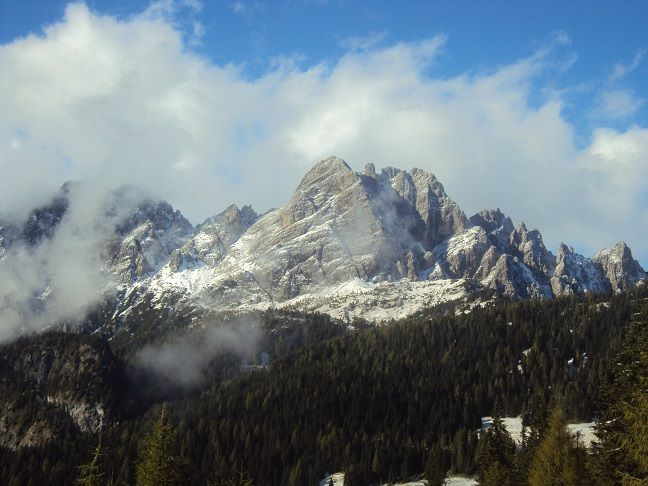
Monte Brentoni
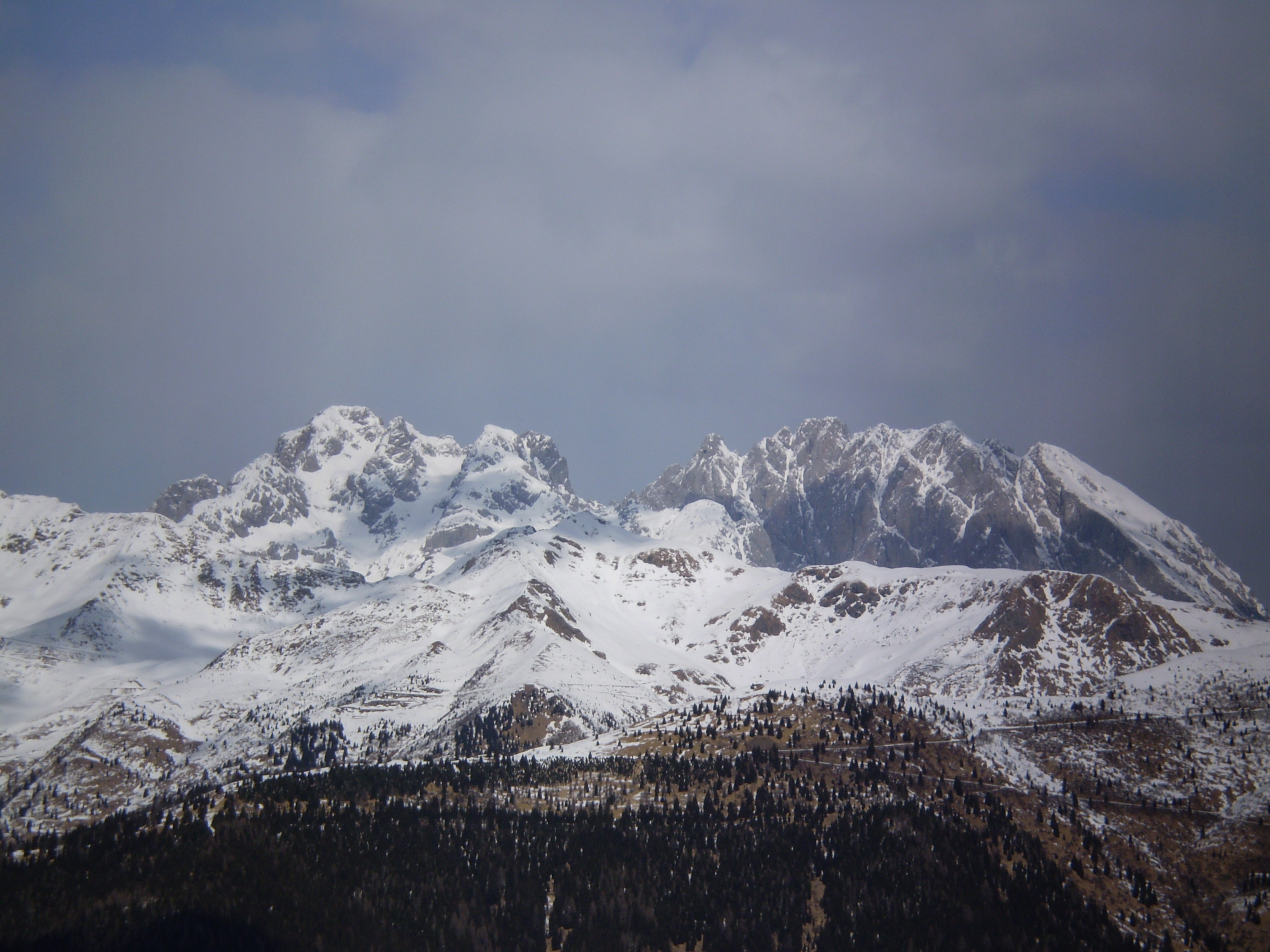
Monte Coglians
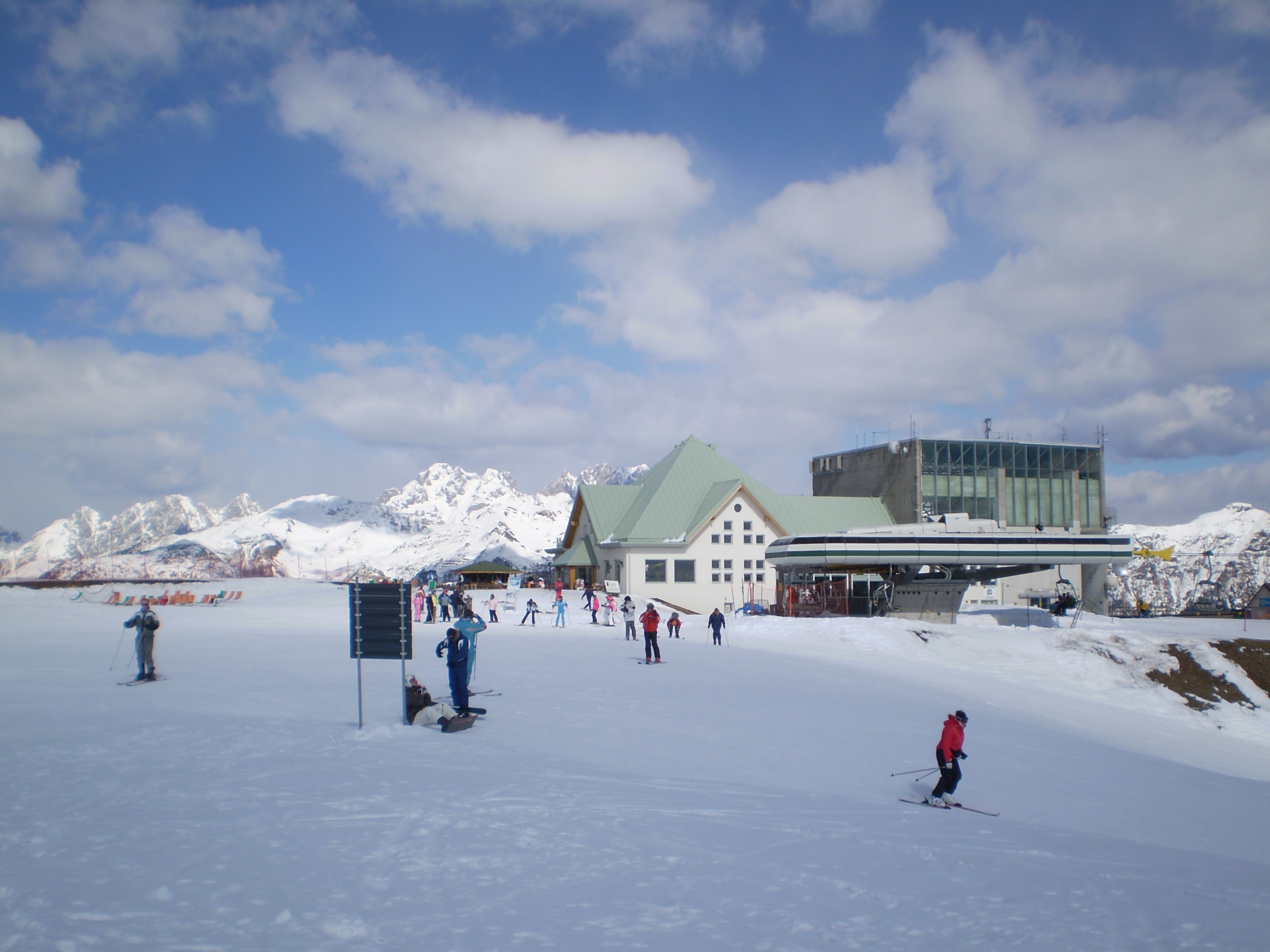
Monte Zoncolan